# Park Joo-bong
Park Joo-bong (in hangŭl: 박주봉; 5 dicembre 1964) è un ex giocatore di badminton sudcoreano.

## Palmarès

### Olimpiadi
- 2 medaglie:
  - 1 oro (Barcellona 1992 nel doppio)
  - 1 argento (Atlanta 1996 nel doppio misto)

### Mondiali
- 7 medaglie:
  - 5 ori (Calgary 1985 nel doppio; Calgary 1988 nel doppio misto; Giacarta 1989 nel doppio misto; Copenaghen 1991 nel doppio; Copenaghen 1991 nel doppio misto)
  - 2 bronzi (Copenaghen 1983 nel doppio; Pechino 1987 nel doppio)

### Giochi asiatici
- 3 medaglie:
  - 3 ori (Seul 1986 nel doppio; Seul 1986 nel doppio misto; Pechino 1990 nel doppio misto)